# ريبونوكلياز PH
ريبونوكلياز PH أو RNase PH هو ريبونوكلياز خارجي3'-5' ونوكليوتيد ناقل وموجود في العتَائِق والبكتيريا، التي تشارك في معالجة الحمض النووي الريبي الناقل. خلافا للأنزيمات الهيدروليكية، فهو أنزيم فسفوري، بمعنى أنه يستخدم الفوسفات غير العضوي كمادة متفاعلة لارتباط السلاسل النوكليوتيدية نوكليوتيد-نوكليوتيد، والإفراج عن النوكليوتيد ثنائي الفوسفات. التركيب النشط للبروتينات هو مركب هوموهيكساميري يتألف من ثلاث ريبونوكلياز (RNase). يحتوي ريبونوكلياز PH على تماثل في العديد من الكائنات الحية الأخرى، والتي يشار إليها باسم البروتينات الشبيهة بالبروتين RNase. ويسمى جزء من بروتين آخر أكبر مع نطاق مشابه جدًا لـ RNase PH يسمى نطاق RNase PH (غير محدد).

## وصلات خارجية
- Crystal structure of Aquifex aeolicus RNase PH at the RCSB Protein Data Bank